# Campeonato Mundial de Rugby M19 División B de 1992
El Campeonato Mundial de Rugby M19 División B de 1992 se disputó en España y fue la decimotercera edición del torneo en categoría M19.

## Equipos participantes
- Selección juvenil de rugby de Andorra
- Selección juvenil de rugby de Marruecos
- Selección juvenil de rugby de Paraguay
- Selección juvenil de rugby de Suecia
- Selección juvenil de rugby de Suiza
- Selección juvenil de rugby de Túnez

## Posiciones

### Grupo A
| Pos. | Equipo    | Encuentros | Encuentros | Encuentros | Encuentros | Tantos  | Tantos    | Tantos     | Puntos Totales |
| Pos. | Equipo    | jugados    | ganados    | empatados  | perdidos   | a favor | en contra | diferencia | Puntos Totales |
| ---- | --------- | ---------- | ---------- | ---------- | ---------- | ------- | --------- | ---------- | -------------- |
| 1    | Marruecos | 2          | 2          | 0          | 0          | 18      | 3         | +15        | 6              |
| 2    | Andorra   | 2          | 1          | 0          | 1          | 17      | 15        | +2         | 4              |
| 3    | Suecia    | 2          | 0          | 0          | 2          | 6       | 23        | -17        | 2              |

#### Resultados
| 13 de abril | Andorra | 17 - 3 | Suecia |  |  |

| 14 de abril | Marruecos | 12 - 0 | Andorra |  |  |

| 15 de abril | Marruecos | 6 - 3 | Suecia |  |  |

### Grupo B
| Pos. | Equipo   | Encuentros | Encuentros | Encuentros | Encuentros | Tantos  | Tantos    | Tantos     | Puntos Totales |
| Pos. | Equipo   | jugados    | ganados    | empatados  | perdidos   | a favor | en contra | diferencia | Puntos Totales |
| ---- | -------- | ---------- | ---------- | ---------- | ---------- | ------- | --------- | ---------- | -------------- |
| 1    | Paraguay | 2          | 2          | 0          | 0          | 42      | 19        | +23        | 6              |
| 2    | Túnez    | 2          | 1          | 0          | 1          | 45      | 38        | +7         | 4              |
| 3    | Suiza    | 2          | 0          | 0          | 2          | 20      | 50        | -30        | 2              |

#### Resultados
| 13 de abril | Túnez | 32 - 14 | Suiza |  |  |

| 14 de abril | Paraguay | 18 - 6 | Suiza |  |  |

| 15 de abril | Paraguay | 24 - 13 | Túnez |  |  |

## Fase Final

### Semifinales
| 17 de abril | Paraguay | 13 - 6 | Andorra |  |  |

| 17 de abril | Marruecos | 4 - 0 | Túnez |  |  |

### Quinto puesto
| 18 de abril | Suiza | 19 - 18 | Suecia |  |  |

### Tercer puesto
| 18 de abril | Túnez | 18 - 15 | Andorra |  |  |

### Final
| 18 de abril | Paraguay | 10 - 7 | Marruecos |  |  |

| Bandera de Paraguay |
| Campeón Paraguay    |
| Primer título       |